# Corpus Hermeticum
Corpus Hermeticum je zbirka od sedamnaest kratkih filozofskih rasprava koje su sakupljene u prvim stoljećima kršćanske ere. Pisane su na grčkom jeziku i različite su duljine, a vjeruje se da su dio veće zbirke hermetičkih tekstova koji su vremenom izgubljeni.
Za ove kodekse, u vremenu od antike pa do početka 17. stoljeća, smatralo se da su prijevod drevne egipatske mudrosti, odnosno učenja mitskog Hermesa Trismegistosa.

## Datacija
U antici i za vrijeme renesanse vjerovalo se da je sadržaj Corpus ostatak drevne egipatske mudrosti i znanja.
Međutim, Isaac Casaubon, švicarski kalvinist iz Ženeve, utvrdio je 1614. godine kako rukopis nije toliko star, već da potječe iz vremena nakon početka kršćanskog razdoblja. To bi značilo da Corpus nema veze s egipatskom tradicijom ni s Hermesom Trismegistosom. Prema tom mišljenju Corpus Hermeticum je napisan između 1. i 3. stoljeća, vjerojatno u Aleksandriji.

## Sadržaj Corpusa Hermeticuma
Corpus Hermeticum sastoji se od sedamnaest knjiga, iako suvremeni prijevodi broje rasprave od 1 do 18, ali jedna je ispuštena. Radi se o petnaestoj knjizi koju je dodao izdavač iz 16. stoljeća, koristeći se drugim izvorima, a kasniji je autori izostavljaju.
1. Knjiga 1; Poimandres, Pastir Ljudi
2. Knjiga 2; Hermes Asklepiju
3. Knjiga 3; Sveta propovijed
4. Knjiga 4; Kalež ili monada
5. Knjiga 5; Iako neočitovan, Bog je najočitovaniji
6. Knjiga 6; Samo je Bogu dobro i nigdje drugdje
7. Knjiga 7; Najveća bolest među ljudima je neznanje o Bogu
8. Knjiga 8; Nijedna od postojećih stvari ne nestaje, već ljudi pogrešno govore o njihovim promjenama kao uništenju i smrti
9. Knjiga 9; O mislima i osjetilima
10. Knjiga 10; Ključ
11. Knjiga 11; Um Hermesu
12. Knjiga 12; O zajedničkom umu
13. Knjiga 13; Tajna propovijed na planini
14. Knjiga 14; Hermes Asklepiju
15. Knjiga 16; Asklepije kralju Ammonu
16. Knjiga 17; Tat kralju
17. Knjiga 18; Pohvala kraljevima